# Partille-Arvid
Partille-Arvid, egentligen Olof Arvid Eriksson, född 10 september 1905, död 5 mars 1972, var ett så kallat Göteborgs-original som syntes på Göteborgs gator. Han kom att bli en del av den göteborgska gatubilden under 1960-talet.

## Biografi
Partille-Arvid levde från 1957 i Göteborgs hamnområde där han sov i gamla godsvagnar och senare i en plåtcontainer. på 1960-talet hade Partille-Arvid en kompis som kallades Älgen. De bodde tillsammans i containern som de kallade "Villa de contain". De levde på att samla skrot. Älgen omkom när deras container fattade eld. Partille-Arvid blev brännskadad. Vid ett tillfälle tappade de vin som skulle levereras till Vin & Spritcentralens lager i Göteborgs hamn. Slangarna till cisternerna på vinlagret hängde från fartyget och med en kniv gjorde de ett hål och tappade vinet i två hinkar. Sedan satte de igen hålet med tejp.
Partille-Arvid levde senare i ett skjul av masonit och papp på Ringön. Han sågs främst i Nordstan och beskrivs som en person som satte färg på stadsdelen. Han gick ofta på Postgatan i Nordstan och frågade om 50 öre till kaffe. Han rörde sig även längs med Gullbergskaj och på Ringön. Under flera år försökte myndigheterna genom Socialförvaltningen att få honom att flytta in på ett hem och lämna livet som uteliggare. År 1971 hamnade han på sjukhus sedan han drabbats av värk och inte längre kunde gå. Efter det levde han på Fjällbohemmet i Utby. Han avled på Sahlgrenska sjukhuset den 5 mars 1972. Partille-Arvid är begravd på Kvibergs kyrkogård i Göteborg.